# Wilbur Soot
William Patrick Spencer Gold  (Suffolk, Inglaterra, 14 de septiembre de 1996), conocido profesionalmente como Wilbur Soot, es un streamer de Twitch, YouTuber y músico británico. Se hizo conocido por primera vez en el 2017 por su trabajo con el canal de comedia grupal de YouTube SootHouse, donde hizo apariciones recurrentes y fue el editor principal y cofundador . Más tarde comenzó su propio canal, Wilbur Soot, en marzo del 2019. Gold lanzó su primer sencillo, "The 'Nice Guy' Ballad", en enero de 2018. Su sexto sencillo, "Your New Boyfriend", alcanzó el puesto 64 en la lista de sencillos del Reino Unido. Gold es cofundador de la banda británica de indie rock Lovejoy, donde es uno de los compositores, el vocalista principal y el guitarrista rítmico. En 2021, lanzaron Pebble Brain, su segundo EP, que debutó en el número 12 en la lista de álbumes del Reino Unido.

## Carrera en internet

### YouTube
Gold se hizo conocido por primera vez en 2017 por su trabajo en el canal grupal de YouTube, SootHouse, que fue fundado por Gold y algunos de sus amigos. Este canal consistía principalmente en videos de reacción, con sus miembros discutiendo memes, entre otros temas. El 30 de mayo de 2019, el canal SootHouse alcanzó 1 millón de suscriptores.
El canal principal de Gold, Wilbur Soot, se creó el 29 de marzo de 2019. Este canal alcanzó 1 millón de suscriptores el 8 de abril de 2020, y en septiembre de 2022 ya ha acumulado más de 7 millones de suscriptores.

### Transmisión en vivo
Gold también retransmite activamente en vivo en Twitch, donde, a mayo de 2023, ha acumulado más de 4,8 millones de seguidores, lo que lo convierte en el canal número 45 con más seguidores en la plataforma.
En 2020, Gold se unió al servidor de Minecraft centrado en el juego de roles The Dream SMP, dirigido por el mismo YouTuber Dream . Allí, Gold fundó la nación ficticia de L'Manberg y finalmente se convirtió en el escritor principal de las historias y el folclore del servidor. Gold ha competido en múltiples torneos de Minecraft, incluidos MC Championships y Minecraft Monday.
El 4 de agosto de 2022, TommyInnit anunció un libro que él y Gold habían estado escribiendo llamado TommyInnit Says...The Quote Book El libro se publicó el 13 de octubre de 2022. Las ganancias del libro se donaron a la Sarcoma Foundation of America en honor al difunto Minecraft YouTuber Technoblade.

## Carrera musical

### Solista
Gold lanzó su primer sencillo, "The 'Nice Guy' Ballad", en enero de 2018. Gold apareció por primera vez con su sexto sencillo, " Your New Boyfriend", lanzado en diciembre de 2020, que alcanzó su punto máximo en la lista de sencillos del Reino Unido en el número 65. La canción también apareció en UK Indie Chart e Irish Singles Chart, donde alcanzó los números 10 y 100, respectivamente. Gold también ha aparecido en varias listas de artistas, incluida la lista de artistas emergentes ' Billboard y la lista Top Breakthrough ' Rolling Stone.  El séptimo sencillo de Gold, "Soft Boy", salió a la venta en septiembre de 2022.

### Lovejoy

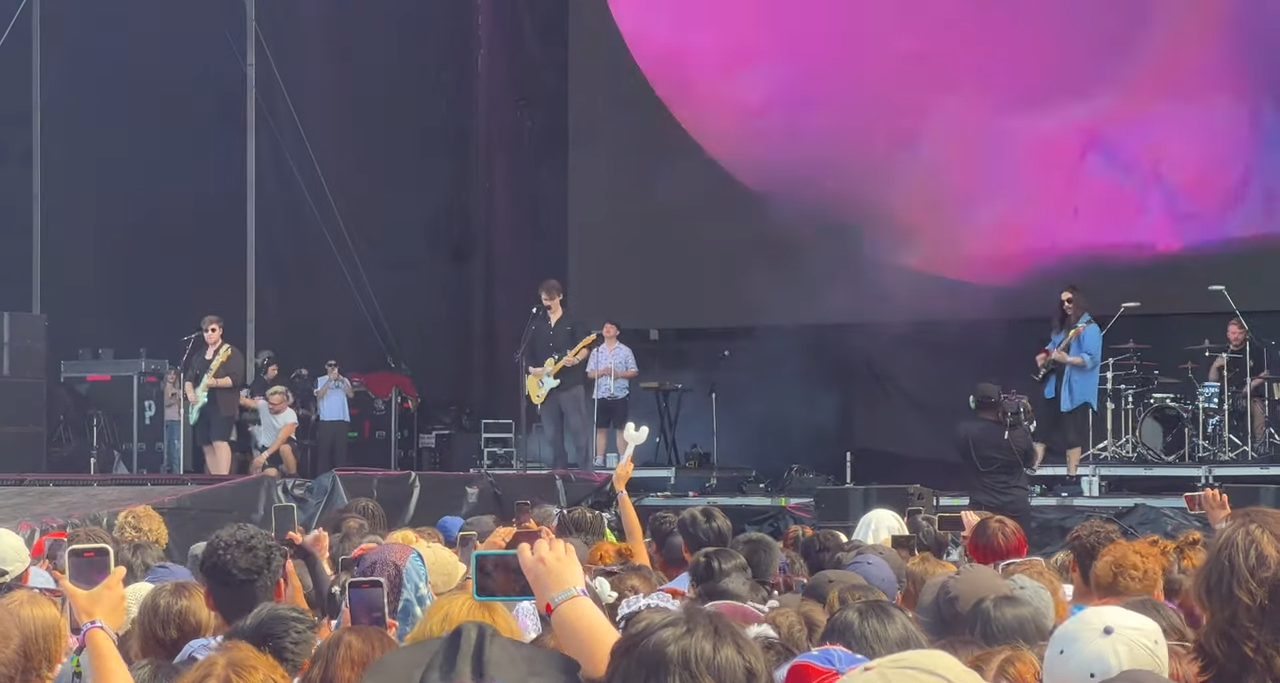
Lovejoy en el Lollapalooza del año 2023

Gold formó la banda de indie rock Lovejoy en 2021 con su amigo Joe Goldsmith. La banda está formada por Gold como vocalista principal, coautor y guitarrista rítmico; Goldsmith como guitarrista principal, cocompositor y corista; Mark Boardman como baterista y cocompositor; y Ash Kabosu como bajista y cocompositor.
El 9 de mayo de 2021, Lovejoy lanzó su primer EP, titulado Are You Alright? . El 20 de mayo de 2021, debutaron en la lista de artistas emergentes de Billboard en el número 10. Su segundo EP, Pebble Brain, fue lanzado el 14 de octubre de 2021, alcanzando el número 12 en la lista de álbumes del Reino Unido. Su primer sencillo original, "Call Me What You Like ", fue lanzado el 10 de febrero de 2023 y alcanzó el puesto 32 en la lista de sencillos del Reino Unido. El tercer EP de la banda, Wake Up & It's Over, fue lanzado el 12 de mayo de 2023. Su segundo sencillo original, "Normal People Things", fue lanzado el 6 de octubre de 2023.

## Discografía

### Discografía completa
| Título                   | Detalles                                                                       | Posiciones |
| Título                   | Detalles                                                                       | AGATA      |
| ------------------------ | ------------------------------------------------------------------------------ | ---------- |
| Maybe I Was Boring       | - Lanzamiento: 25 de diciembre de 2019 - Formatos: Descarga digital, streaming | —          |
| Your City Gave Me Asthma | - Lanzamiento: 25 de junio de 2020 - Formatos: Descarga digital, streaming     | 31         |

### Individual
| Título                                    | Año  | Posiciones pico en el gráfico | Posiciones pico en el gráfico | Posiciones pico en el gráfico | Posiciones pico en el gráfico | Certificaciones | Álbum              |
| Título                                    | Año  | Reino Unido                   | UK Indie Chart                | IRA                           | AGATA                         | Certificaciones | Álbum              |
| ----------------------------------------- | ---- | ----------------------------- | ----------------------------- | ----------------------------- | ----------------------------- | --------------- | ------------------ |
| "The 'Nice Guy' Ballad"                   | 2018 | —                             | —                             | —                             | —                             |                 | Sencillos          |
| "I Am Very Smart"                         | 2019 | —                             | —                             | —                             | —                             |                 |                    |
| "Maybe I Was Boring"                      | 2019 | —                             | —                             | —                             | —                             |                 | Maybe I Was Boring |
| "Karen, Please Come Back I Miss the Kids" | 2019 | —                             | —                             | —                             | —                             |                 | Sencillos          |
| "I'm in Love with an E-Girl"              | 2020 | —                             | —                             | —                             | —                             |                 |                    |
| "Internet Ruined Me"                      | 2020 | —                             | —                             | —                             | —                             |                 |                    |
| "Your New Boyfriend"                      | 2020 | 65                            | 10                            | 100                           | 93                            | - RIAA : Oro    |                    |
| "Soft Boy"                                | 2022 | —                             | —                             | —                             | —                             |                 |                    |